# غاميشلي يلقي (غرغان بوي)
غامیشلي یلقي (بالفارسية: گامیشلی‌یلقی) هي قرية تقع في إيران في قسم غرغان بوي الريفي. يقدر عدد سكانها بـ 1,466 نسمة .